# Reformowana Rada Ekumeniczna
Reformowana Rada Ekumeniczna – wspólnota 42 Kościołów reformowanych wyrosłych na gruncie XVI-wiecznej reformacji, a w szczególności teologii Jana Kalwina. Siedziba organizacji znajduje się w Grand Rapids.
Reformowana Rada Ekumeniczna została utworzona w 1946 jako Reformowany Synod Ekumeniczny. Obecną nazwę posiada od 1988. Zrzesza 12 mln wiernych w 26 państwach.
Na czerwiec 2010 planowane jest połączenie Reformowanej Rady Ekumenicznej z Światowym Aliansem Kościołów Reformowanych w nową organizację: Światową Wspólnotę Kościołów Reformowanych.